# 君特·米塔格
君特·米塔格（德語：Günter Mittag，1926年10月8日—1994年3月18日），德国统一社会党政治局委员，东德部长会议第一副主席。

## 生平
1926年，出生於波兰的斯特金的工人家庭。1945年，入党。1951年，任党中央部长。1958年，为候补中央委员、中央政治局经济委员会秘书。1961年，任东德国民经济委员会副主席。
1962年，为中央委员、中央委员会书记。1963年，为政治局候补委员、自由德国工会联合会中央理事会理事、人民议院工业、建筑、交通委员会主席。1966年，为政治局委员，主管工业经济工作。1973年，为部长会议第一副主席。1989年，保外就医。1994年，去世。